# سیارک ۶۶۹۱
سیارک ۶۶۹۱ (به انگلیسی: 6691 Trussoni، نامگذاری:1984DX)۶۶۹۱مین سیارک کشف شده‌است که در ۲۶ فوریه ۱۹۸۴ کشف شد.